# Botanischer Garten Chemnitz

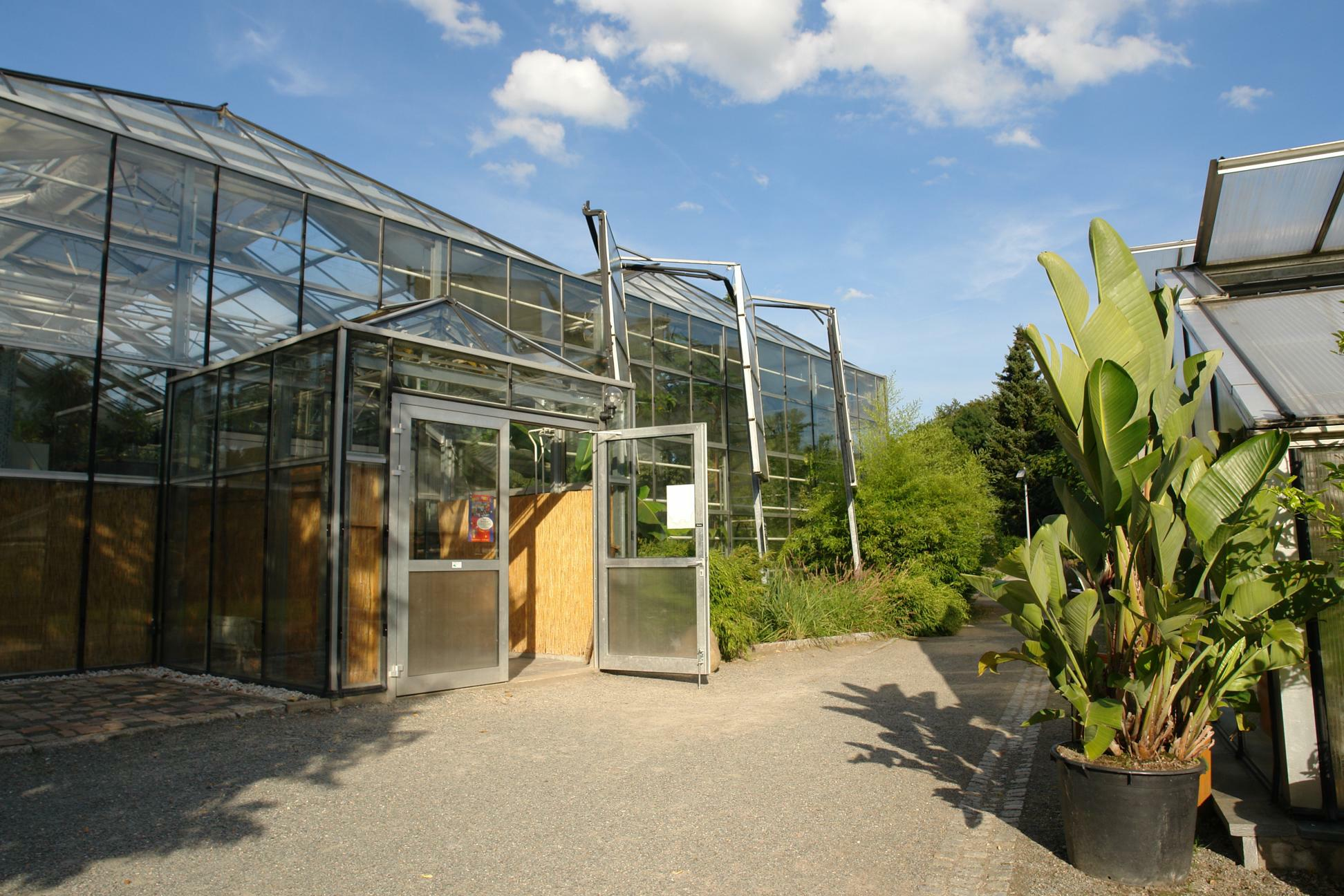
Gewächshäuser

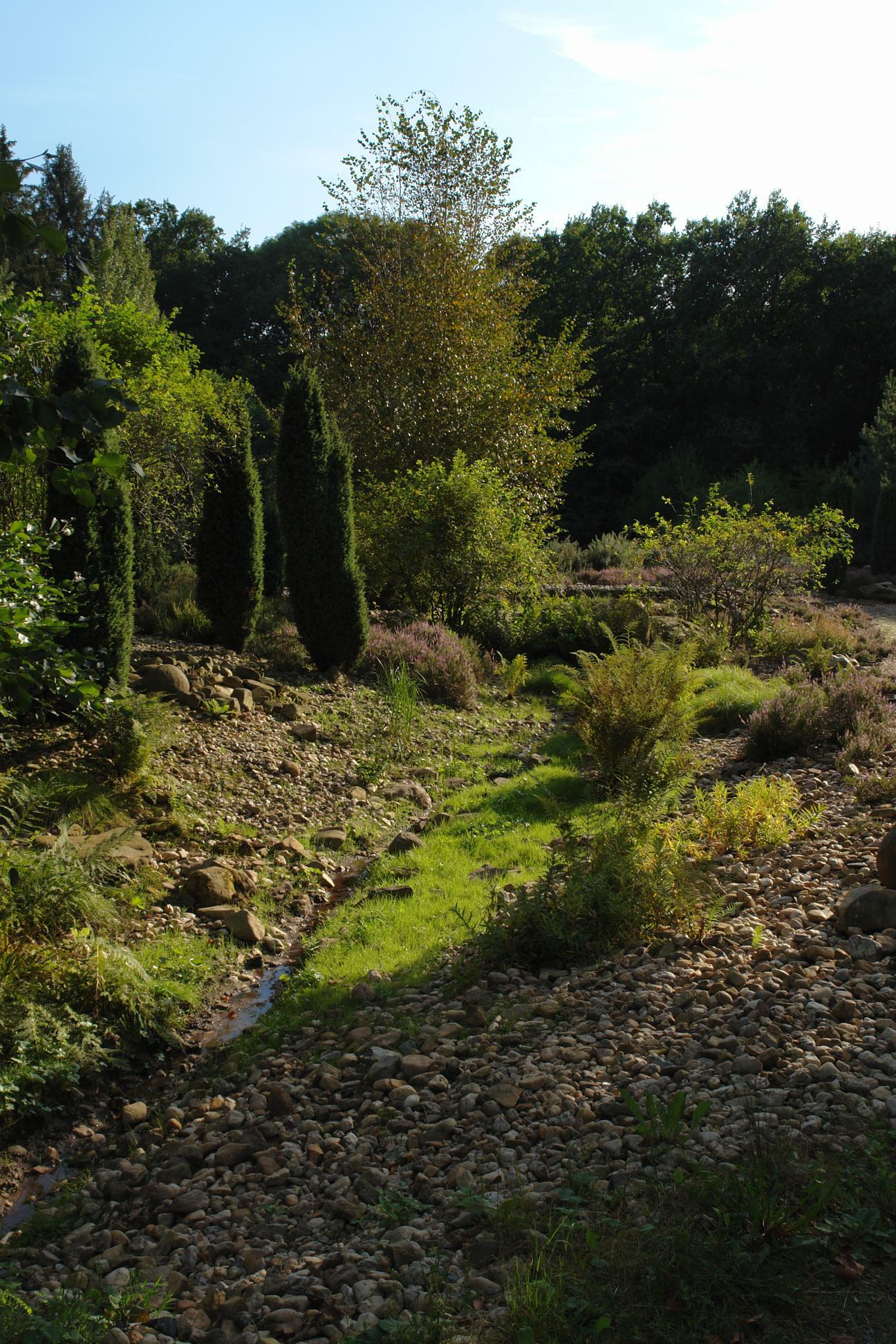
Heidelandschaft

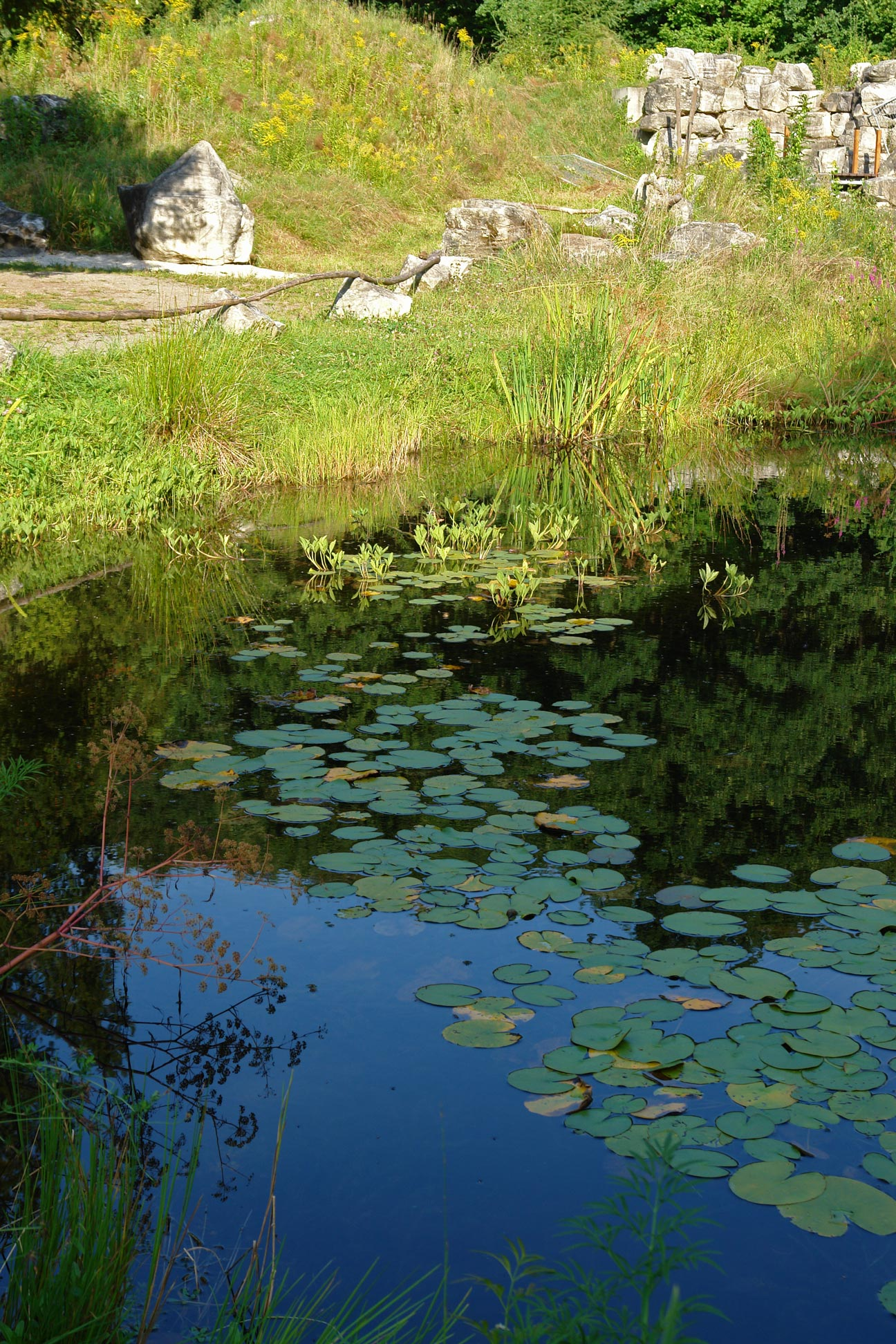
See

Der Botanische Garten Chemnitz liegt ca. 3 km nordwestlich des Zentrums der Stadt Chemnitz und zeigt dort auf einer Fläche von 12 Hektar vorwiegend mitteleuropäische Pflanzenfamilien sowie Nutzpflanzen aus aller Welt. In Gewächshäusern sind Tropenpflanzen, mediterrane Pflanzen sowie Kakteen und Sukkulenten zu sehen. Auf dem Gelände befinden sich des Weiteren einige Tiergehege, ein Schulbiologiezentrum und ein Naturschutzzentrum.

## Pflanzen
Im Freilandbereich werden verschiedene mitteleuropäische Biotope nachgebildet. So gibt es allein 20 verschiedene Wald-Gemeinschaften. Das Heideland ist mit Wacholder, Ginster und Zwergsträuchern vertreten. Das von Magerrasen geprägte Steppen-Biotop wurde einer Basaltkuppe des Böhmischen Mittelgebirges nachempfunden. Des Weiteren hat man künstliche Dünenlandschaften mit dem charakteristischen Gras- und Seggenbewuchs geschaffen. Daneben gibt es im Botanischen Garten Chemnitz zahlreiche Gewässer unterschiedlichen Typs mit jeweils charakteristischer Fauna; sie bieten auch diversen Insektenarten Lebensraum. Moore schließlich wurden kleinflächig in andere Biotop-Typen integriert.
Im Gewächshaus wachsen 800 Arten tropischer Pflanzen, unter anderem Ananas- und Bananenstauden, Kaffee-, Maniok- und Vanillesträucher, Orangen- und Colabäume, Rattanpalmen, Taros und Sisalagaven. Vertreten sind dort ferner mediterrane Arten wie Rosmarin, Oleander, Olive, Zistrosen oder Korkeiche sowie fernöstliche Pflanzen wie die Japanische Wollmispel. Die gezeigten Kakteen und Sukkulenten stammen vorwiegend aus Mexiko, aber auch aus dem südlichen Afrika sowie aus Madagaskar. Daneben existiert schließlich eine Sammlung fleischfressender Pflanzen, wie etwa Sonnentau, Venusfliegenfalle, Fettkräuter oder Schlauchpflanzen.

## Tiere
Die Tiergehege beherbergen unter anderem Frettchen, Waschbären, Schafe, Ziegen und Kleinnager, vor allem aber zahlreiche Vogelarten.

## Geschichte
Gegründet wurde der Garten 1898 nach Plänen des Gartendirektors Otto Werner und des Schuldirektors Paul Säurich. Ursprünglich betrug die Fläche des Gartens nur 1 ha; 1933 wurde sie durch Anlage eines Obstgartens auf 1,75 ha erweitert. Das 1938 errichtete Verwaltungsgebäude wird heute als Aquarienhaus genutzt. Im Zweiten Weltkrieg wurde der Garten stark beschädigt; ab Beginn der 1950er Jahre erfolgte der Wiederaufbau, 1955 die Umbenennung in „Station Junger Naturforscher“. 1975 wurde ein neues Verwaltungsgebäude gebaut, welches auch Klassenräume beherbergt. 1998 und 2002 entstand je ein neues Gewächshaus.